# Christa Linder
Christa Linder, née à Berchtesgaden le 3 décembre 1943, est une actrice et une modèle allemande, parfois nommée Crista ou encore quand elle joue en duo avec sa sœur aînée Hannsi, Linder Sisters.

## Biographie
Christa Linders est active au cinéma et à la télévision entre 1964 et 1982. Elle fait la couverture de quelques revues pour homme, après avoir été présentée dans Stern (le 31 octobre 1965). En août 1972, elle est le sujet d'un article de l'édition américaine de Playboy.
Avec sa sœur aînée Hannsi elle s'était vouée au monde du spectacle en prenant des cours de danse. Elle est remarquée par le réalisateur Alfred Weidenmann. Elle prend des cours d'art dramatique à Munich. Elle devient une starlette du cinéma de genre, et joue souvent pour du cinéma softcore latino-américain et dans des comédies érotiques italiennes.
En 1967 elle déménage au Mexique, où elle vit quelques années aux côtés d'un magnat local, tout en se prêtant au cinéma mexicain. 
Elle poursuit ensuite sa carrière au cinéma et dans des séries télévisées.

## Filmographie partielle

### Cinéma

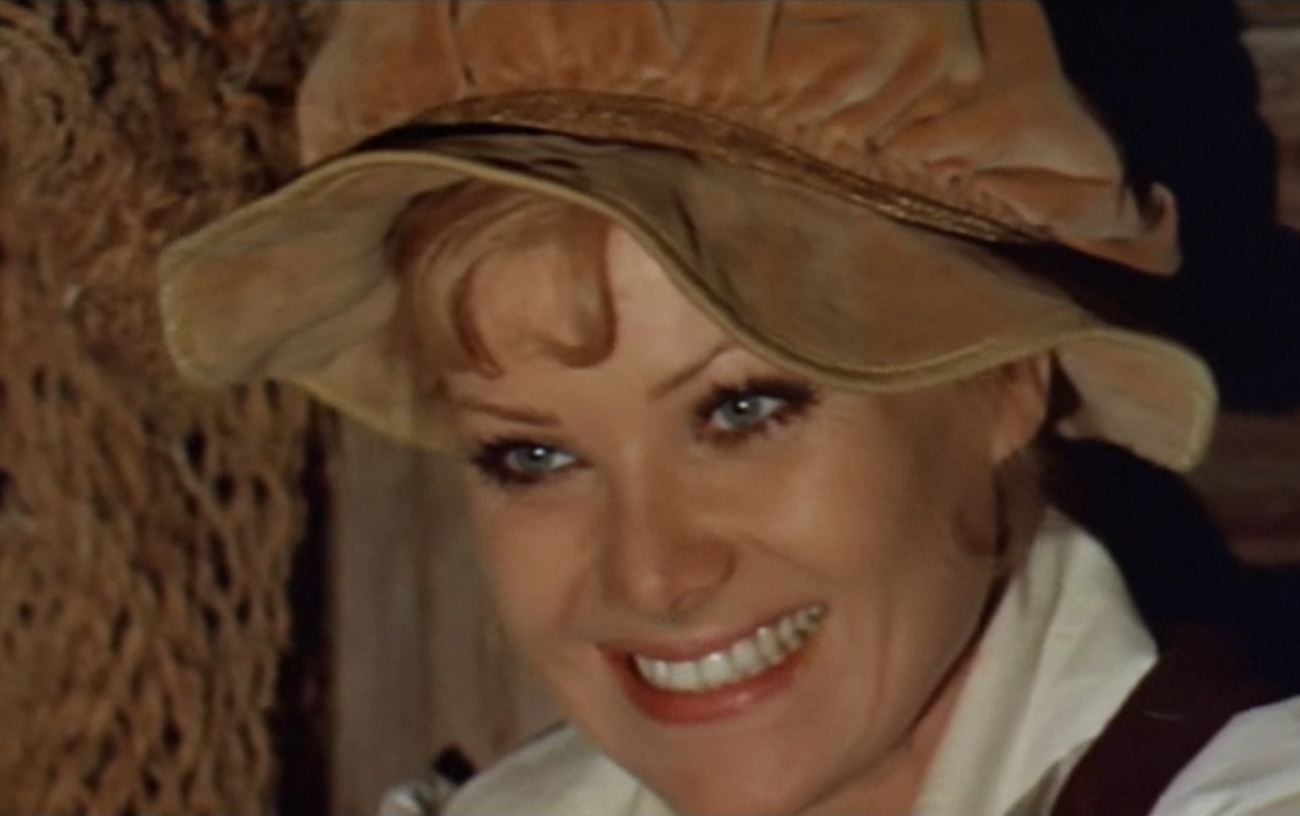
Christa Linder dans Les Plaisirs charnels du nouveau Décaméron 300

- 1964 : Condamnés au péché (de), d'Alfred Weidenmann : Mi Mo, fille d'Eliese
- 1966 : Le commissaire X traque les chiens verts (Kommissar X - Jagd auf Unbekannt), de Gianfranco Parolini et Rudolf Zehetgruber : Pamela Hudson
- 1966 : Ça casse à Caracas (Inferno a Caracas), de Marcello Baldi : Helen Remington
- 1966 : Le Triomphe des sept desperadas (7 donne per una strage), de Gianfranco Parolini : Bridget
- 1966 : La Fontaine aux mille plaisirs (Die Liebesquelle), d'Ernst Hofbauer : Britta
- 1966 : Der Würger vom Tower (de), de Hans Mehringer : Jane Wilkins
- 1967 : Commissaire X : Halte au LSD (Kommissar X - Drei grüne Hunde), de Gianfranco Parolini et Rudolf Zehetgruber : Gisela
- 1967 : Le Dernier Jour de la colère (I giorni dell'ira), de Tonino Valerii : Gwen
- 1967 : Coup de gong à Hong Kong (Lotosblüten für Miss Quon), de Jürgen Roland : Stella
- 1968 : Negresco (Negresco – Eine tödliche Affaire), de Klaus Lemke (de) : Anita
- 1969 : El matrimonio es como el demonio, de René Cardona Jr.
- 1971 : Juegos de alcoba, de Raúl de Anda
- 1971 : The Incredible Invasion, de José Luis González de León, Jack Hill, Juan Ibáñez : Laura
- 1971 : El águila descalza (es), d'Alfonso Arau : Sirene Martinez
- 1972 : Chair de femmes pour chats affamés (La noche de los mil gatos), de René Cardona Jr. : Christa
- 1972 : Les Plaisirs charnels du nouveau Décaméron 300 (Decamerone '300), de Renato Savino : Fiordalba Rampaldi

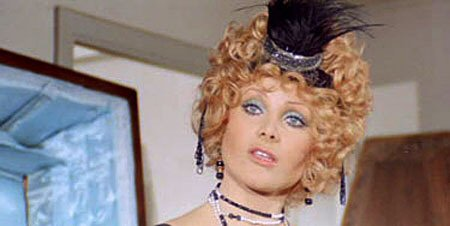
Christa Linder dans Quand la mafia s'énerve (Tutti figli di Mammasantissima, 1973), d'Alfio Caltabiano

- 1972 : Un pirata de doce años (it), de René Cardona Jr. : Lady Harold
- 1972 : Confessioni segrete di un convento di clausura... (it), de Luigi Batzella : épouse de Ser Lappolo
- 1973 : Quand la mafia s'énerve (Tutti figli di Mammasantissima), d'Alfio Caltabiano : Dolly
- 1973 : Les Contes de Viterbury (I racconti di Viterbury - Le più allegre storie del '300), de Mario Caiano : Fiora
- 1973 : El imponente, de José Díaz Morales
- 1973 : Blue Demon y Zovek en La invasión de los muertos, de René Cardona
- 1973 : Les Moines en folie (Fra' Tazio da Velletri), de Romano Scandariato : Lisa
- 1973 : Si, si, mon colonel (Un ufficiale non si arrende mai, nemmeno di fronte all'evidenza. Firmato Colonnello Buttiglione), de Mino Guerrini : amie de Baisi
- 1973 :  Dérapage contrôlé (Troppo rischio per un uomo solo), de Luciano Ercoli : Ingrid
- 1973 : Patroclooo!... e il soldato Camillone, grande grosso e frescone (it), de Mariano Laurenti : Sabina
- 1974 : La principessa sul pisello, de Piero Regnoli : Blanche-Neige
- 1974 : La Gouvernante (La governante), de Giovanni Grimaldi
- 1974 : Sistemo l'America e torno, de Nanni Loy : Katia
- 1974 : Mi amorcito de Suecia, de José Díaz Morales
- 1974 : La Vie érotique d'Hélène de Troie (Elena sì... ma di Troia), d'Alfonso Brescia : Hélène de Troie
- 1975 :  Trinita, une cloche et une guitare (de) (Der Kleine Schwarze mit dem roten Hut), de Franz Antel : Pat
- 1975 : Il cav. Costante Nicosia demoniaco ovvero: Dracula in Brianza, de Lucio Fulci : Liù Pederzoli
- 1976 : L'Emprise des caresses, de Mac Ahlberg : Anita
- 1978 : La Fureur du danger (Hooper), de Hal Needham : actrice
- 1978 : La hora del jaguar,  d'Alfredo B. Crevenna
- 1978 : Víbora caliente de Fernando Durán Rojas : Eva
- 1980 : Mírame con ojos pornográficos, de Luis María Delgado (it)

### Télévision
- 1966 : Die Bräute meiner Söhne, série télévisée, un épisode
- 1966 : Commando du désert (The Rat Patrol), série télévisée, épisode 1.2 La vie contre la mort (The Life Against Death Raid)
- 1972 : Tatort, série télévisée, épisode Kressin und der Mann mit dem gelben Koffer : amie de Kressin
- 1973 : Tegtmeiers Reisen, série télévisée, épisode Mit Burnus und Backschisch
- 1977 : Switch, série télévisée, un épisode
- 1981 : Trapper John, M.D., série télévisée, un épisode
- 1982 : Moonlight, téléfilm